# Varietate (geometrie)

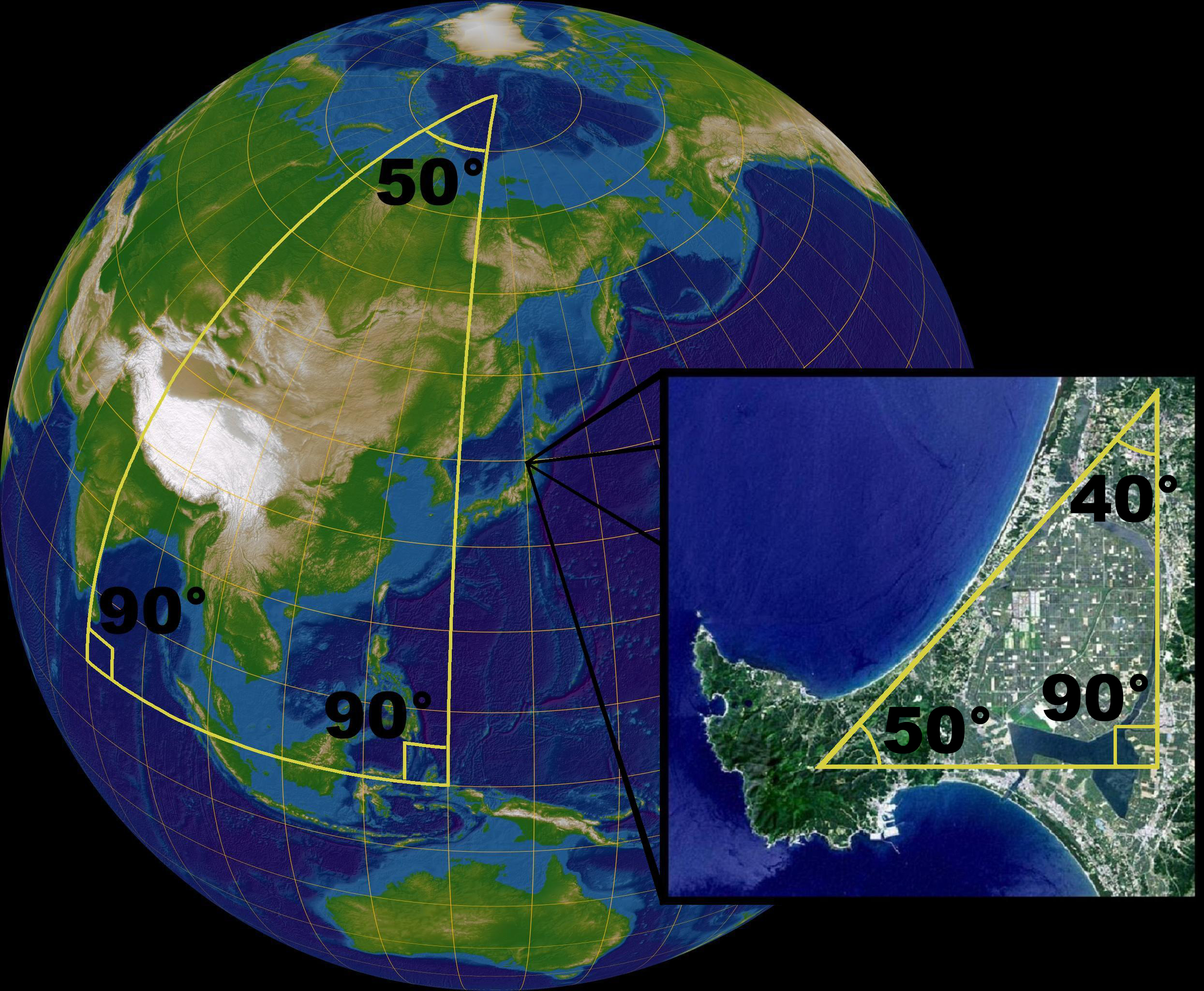
O sferă (suprafața unei bile) este o varietate bidimensională deoarece poate fi reprezentată prin diverse hărți bidimensionale

În matematică (mai ales în geometria diferențială și topologie), o varietate este un spațiu topologic, care la o scară destul de mică are proprietățile unui spațiu euclidian de o anumită dimensiune, numită dimensiunea varietății. Așadar, o linie este o varietate unidimensională, un plan și suprafața unei sfere sunt varietăți bidimensionale și așa mai departe. Fiecare punct de pe o varietate n-dimensională are o vecinătate care este homeomorfă cu o mulțime deschisă al spațiului {\displaystyle \mathbb {R} ^{n}.\!}
Deși o varietate are proprietăți locale ale unui spațiu euclidian, structura generala poate fi mult mai complexă (de exemplu o parte a globului pământesc care este cartografiată).

## Definiții
Se numește varietate topologică de dimensiune n un spațiu topologic M care îndeplinește următoarele trei condiții:
(i) M este un spațiu topologic Hausdorff (sau, cum se mai spune, verifică axioma de separabilitate {\displaystyle T_{2}:\!} două puncte distincte au vecinătăți disjuncte);
(ii) M are o bază numărabilă de mulțimi deschise;
(iii) M este local euclidian de dimensiune n, ceea ce înseamnă că fiecare punct al său are o vecinătate homeomorfă cu o mulțime deschisă din {\displaystyle \mathbb {R} ^{n}\!} (sau, ceea ce este același lucru, cu întregul {\displaystyle \mathbb {R} ^{n}\!}).
Definiție.
Dacă M este un spațiu topologic, o aplicație de dimensiune n pe M este o pereche {\displaystyle (U,\varphi ),\!} unde {\displaystyle U\subset M\!} este o submulțime deschisă iar {\displaystyle \varphi :U\rightarrow \mathbb {R} ^{n}\!} este un homeomorfism pe imagine.